# Moriville
Moriville és un municipi francès, situat al departament dels Vosges i a la regió del Gran Est. L'any 2007 tenia 438 habitants.

## Demografia

### Població
El 2007 la població de fet de Moriville era de 438 persones. Hi havia 140 famílies, de les quals 24 eren unipersonals (8 homes vivint sols i 16 dones vivint soles), 36 parelles sense fills, 68 parelles amb fills i 12 famílies monoparentals amb fills.
La població ha evolucionat segons el següent gràfic:
Habitants censats

### Habitatges
El 2007 hi havia 187 habitatges, 147 eren l'habitatge principal de la família, 26 eren segones residències i 14 estaven desocupats. Tots els 186 habitatges eren cases. Dels 147 habitatges principals, 131 estaven ocupats pels seus propietaris, 10 estaven llogats i ocupats pels llogaters i 6 estaven cedits a títol gratuït; 3 tenien dues cambres, 17 en tenien tres, 37 en tenien quatre i 90 en tenien cinc o més. 116 habitatges disposaven pel capbaix d'una plaça de pàrquing. A 58 habitatges hi havia un automòbil i a 75 n'hi havia dos o més.

### Piràmide de població
La piràmide de població per edats i sexe el 2009 era:
| Homes | Edats   | Dones |
| ----- | ------- | ----- |
| 4     | 95 o +  | 4     |
| 0     | 90 a 94 | 8     |
| 0     | 85 a 89 | 4     |
| 0     | 80 a 84 | 0     |
| 8     | 75 a 79 | 8     |
| 8     | 70 a 74 | 8     |
| 8     | 65 a 69 | 16    |
| 8     | 60 a 64 | 0     |
| 12    | 55 a 59 | 4     |
| 16    | 50 a 54 | 16    |
| 20    | 45 a 49 | 16    |
| 12    | 40 a 44 | 16    |
| 8     | 35 a 39 | 20    |
| 8     | 30 a 34 | 0     |
| 4     | 25 a 29 | 12    |
| 24    | 20 a 24 | 4     |
| 24    | 15 a 19 | 12    |
| 8     | 10 a 14 | 28    |
| 4     | 5 a 9   | 12    |
| 16    | 0 a 4   | 8     |

## Economia
El 2007 la població en edat de treballar era de 277 persones, 209 eren actives i 68 eren inactives. De les 209 persones actives 178 estaven ocupades (97 homes i 81 dones) i 31 estaven aturades (15 homes i 16 dones). De les 68 persones inactives 14 estaven jubilades, 27 estaven estudiant i 27 estaven classificades com a «altres inactius».

### Ingressos
El 2009 a Moriville hi havia 159 unitats fiscals que integraven 448 persones, la mediana anual d'ingressos fiscals per persona era de 16.034 €.

### Activitats econòmiques
Dels 12 establiments que hi havia el 2007, 3 eren d'empreses extractives, 2 d'empreses alimentàries, 1 d'una empresa de fabricació d'altres productes industrials, 1 d'una empresa de construcció, 2 d'empreses de comerç i reparació d'automòbils, 2 d'empreses de serveis i 1 d'una empresa classificada com a «altres activitats de serveis».
Dels 2 establiments de servei als particulars que hi havia el 2009, 1 era una fusteria i 1 saló de bellesa.
L'únic establiment comercial que hi havia el 2009 era una fleca.
L'any 2000 a Moriville hi havia 12 explotacions agrícoles que ocupaven un total de 963 hectàrees.

## Equipaments sanitaris i escolars
El 2009 hi havia una escola maternal integrada dins d'un grup escolar amb les comunes properes formant una escola dispersa.

## Poblacions més properes
El següent diagrama mostra les poblacions més properes.